# Кудрявцев, Андрей Сергеевич

Могила Кудрявцева на Новодевичьем кладбище Москвы.

Андрей Сергеевич Кудрявцев (1901—1955) — генерал-майор Советской Армии, участник Великой Отечественной войны.

## Биография
Андрей Кудрявцев родился 11 декабря 1901 года на станции Максатиха (ныне — Тверская область). В 1922 году он был призван на службу в Рабоче-крестьянскую Красную Армию. В 1924 году Кудрявцев окончил Школу рулевых, сигнальщиков, судовых содержателей и писарей Учебного отряда Балтийского флота, в 1926 году — Кронштадтскую электроминную школу имени А. С. Попова, после чего был направлен на службу в Военно-морскую академию. Начало войны встретил в должности начальника отдела материально-технического обеспечения Военно-морской медицинской академии.
С июля 1942 года Кудрявцев был начальником тыла Северного оборонительного района Северного флота, затем получил назначение на должность заместителя начальника тыла Балтийского флота, а с мая 1944 года командовал Архангельским морским портом и одновременно был заместителем начальника тыла Беломорской военной флотилии. В 1945 году был переведён на должность начальника тыла Каспийской военной флотилии. С 1947 года служил в центральном аппарате ВМФ СССР в Москве начальником хозяйственного управления. 3 ноября 1951 года Кудрявцеву было присвоено звание генерал-майора интендантской службы. Скончался 19 апреля 1955 года, похоронен на Новодевичьем кладбище Москвы.
Был награждён орденами Ленина, двумя орденами Красного Знамени, орденами Отечественной войны 2-й степени и Красной Звезды, рядом медалей.